# Pierre Comert
Pour les articles homonymes, voir Comert.
Pierre Comert (1880-1964) est un journaliste et diplomate français. Directeur de la section Information à la Société des Nations de 1919 à 1932, il dirige ensuite le Service d'information et de presse du ministère des Affaires étrangères de 1933 à 1938. En août 1940, il fonde à Londres le quotidien FRANCE.

## Journaliste
Né le 11 octobre 1880 à Montpellier, fils d'un général du génie, Pierre Comert est reçu à L'École normale supérieure en 1900. Agrégé d'allemand en 1904, Comert est nommé professeur au lycée de Bourges. L'année suivante, il fait le tour du monde pendant un an, grâce à une bourse financée par le philanthrope Albert Kahn. Il séjourne notamment aux États-Unis, au Japon et en Chine et se passionne, chemin faisant, pour les problèmes politiques et les relations internationales. Le 18 avril 1906 il est le témoin fortuit du tremblement de terre de San Francisco ; il en fait le récit dans le quotidien français Le Temps – sans savoir qu'il initiait ainsi sa carrière de journaliste.
À son retour, il s'installe en Allemagne, comme lecteur à l'université de Göttingen. Il est ensuite employé par Le Temps comme correspondant à Vienne, alors capitale de l'empire austro-hongrois, puis est nommé en 1911 correspondant particulier de ce journal à Berlin. Ses dépêches décrivent et analysent la progression des ambitions militaristes du gouvernement allemand et l'ambiance enfiévrée, mais inquiète aussi, qui gagne peu à peu Berlin. Comert ne quitte la capitale allemande que le 1er août 1914, avant-veille de la déclaration de guerre. Dans son dernier article en tant que correspondant du Temps, il fait le récit de son voyage de retour, particulièrement mouvementé.
À la déclaration de guerre, atteint de "myopie excessive" (9,5 dioptries), il est affecté au service de presse du ministère des Affaires étrangères, puis nommé en février 1916 attaché de presse à l'ambassade de France à Londres.

## Entre-deux-guerres
En 1919 il participe activement aux réflexions préparatoires à la création de la Société des Nations (SDN), à Londres, aux côtés notamment de Jean Monnet et Sir Eric Drummond. Il devient l'un des cinq directeurs de l'organisation.
Alors que le soutien de l'opinion publique est, encore plus que celui des gouvernements, capital pour l'avenir de la nouvelle organisation internationale, Comert crée la Section d'information de la SDN, chargée des relations avec la presse. Avec son équipe, qui comptera jusqu'à 19 membres en 1930, il instaure des relations totalement nouvelles entre les diplomates  et la presse, rendant publics des documents officiels avant même qu'ils soient diffusés à l'Assemblée générale ou au Conseil de la SDN.
Qualifié d'"enfant chéri de la Société des Nations", il y exerce une réelle influence sur les évènements jusqu'à la fin de l'année 1932, date de son départ exigé par le gouvernement ultra-nationaliste allemand de l'époque (en échange de l'acceptation par ce dernier de la nomination du français Joseph Avenol au poste de Secrétaire général).
En janvier 1933, il est nommé à Paris chef du nouveau service de presse du ministère des Affaires étrangères et remplit les fonctions de porte-parole. Démocrate classé à gauche (mais n'ayant jamais adhéré à un parti politique), il est un infatigable défenseur des antinazis allemands réfugiés en France.
Son opposition farouche aux accords de Munich lui vaut d'être limogé de ce poste par le ministre d'alors, Georges Bonnet. Nommé à la tête de la sous-direction d'Amérique du Quai d'Orsay, avec rang de ministre plénipotentiaire, c'est en cette qualité qu'il est le témoin des évènements désastreux de 1940 et qu'il accompagne dans sa fuite le gouvernement de Paul Reynaud à Tours puis à Bordeaux.

## QuotidienFrance
Après la prise du pouvoir par Pétain, Comert quitte Bordeaux pour Londres le 17 juin à bord du Madura.
Avec quelques collègues et amis (dont notamment Charles et Georges Gombault, Marcel Hoden, Louis Lévy), il y fonde le quotidien France dont il assumera la direction jusqu'au dernier numéro (après la Libération, le journal continuera à paraître sous forme d'hebdomadaire jusqu'en juin 1948).
Principalement destiné aux francophones résidant en Grande-Bretagne, parmi lesquels 20000 soldats et marins français, ce quotidien tire à environ 35000 exemplaires et va connaitre un succès croissant. Financé par le gouvernement anglais, indépendant dans le ton, soutenant fermement les efforts de guerre de la France libre, sans adhérer pour autant au credo politique de de Gaulle, aux prises avec de multiples difficultés pratiques, France constituera un précieux  outil d'information et d'analyse sur le déroulement de la guerre et particulièrement sur les péripéties de la résistance contre les nazis en France.
En 1949, Pierre Comert entre au service étranger de Paris-Match. Il prend sa retraite en 1960 et partage alors sa vie entre Sommières (Gard), où il possède une maison de famille, et son appartement parisien de la place des Pyramides où il meurt le 16 mars 1964.